# Baixo clero (política)
Na política brasileira, baixo clero é uma expressão usada para designar parlamentares com pouca expressão na Câmara de Deputados, movidos principalmente por interesses provincianos ou pessoais. 
Esses deputados não possuem muita influência ou participação nos processos políticos importantes do Parlamento, estando mais preocupados com assuntos relacionados à sua base eleitoral, além de contarem com pouca presença na mídia.
Na política brasileira, o baixo clero tornou-se notório após dar imenso apoio à eleição do deputado Severino Cavalcanti à  presidência da Câmara dos Deputados Federais em 2005, e também com a ascensão do deputado Eduardo Cunha que tornou-se presidente da câmara dos deputados federais em 2015.  O trigésimo oitavo presidente do Brasil, Jair Bolsonaro, é um conhecido ex-deputado do baixo clero que ascendeu até o cargo de presidente.